# Полип мочевого пузыря
Полип мочевого пузыря — опухоль, возникающая на поверхности мочевого пузыря. Может вызвать кровотечение, но, как правило, не обнаруживает себя по каким-либо симптомам. В некоторых случаях полипы мочевого пузыря являются причиной болезненного или частого мочеиспускания. Данные новообразования могут оказаться злокачественными, рекомендуется их удаление при помощи хирургии. Факторы риска: курение и воздействие промышленных химикатов. Данным недугом чаще страдают мужчины. Наиболее распространённым методом выявления полипов мочевого пузыря является цистоскопия.
Полипы мочевого пузыря являются, как правило, доброкачественными, после их удаления прогноз в целом благоприятный. Только 5—10 % полипов мочевого пузыря могут превратиться в злокачественные опухоли. Полипы мочевого пузыря сильно различаются также по скорости рецидива: некоторые типы полипов редко образуются вновь (8,8 % рецидивов), другие — быстро (70—75 %). Как следствие, после операции по удалению полипов последующее обследование мочевого пузыря при помощи УЗИ или цистоскопии с анализом мочи рекомендуется проводить по следующей схеме: каждые 6 месяцев в первые 1,5 года, а затем — ежегодно.